# Norman Connors
Norman Connors (Filadelfia, 1 de mayo de 1947) es un músico, productor musical, compositor y arreglista estadounidense de jazz, jazz funk y r&b.  

## Biografía
Nacido y crecido en Filadelfia, donde vivía en el mismo vecindario que Bill Cosby, el interés de Connors por el jazz despertó cuando era aún un niño. Ya en la escuela primaria, Connors se reunía con el futuro baterista Lex Humphries y el hermano de Spanky Da Brest (futuro bajista de los Jazz Messengers) para oír discos de jazz. Durante la High School comenzó a aparecer por los clubs de jazz y en una ocasión participó en una sesión de John Coltrane, tomando el lugar de Elvin Jones en la batería. Con 13 años conoció a su ídolo Miles Davis, y empezó a mostrar su admiración vistiendo como él.
Connors estudia música en la prestigiosa Juilliard School of Music de Nueva York, y tras su graduación comienza a acompañar a artistas como Jackie McLean, Jack McDuff o Sam Rivers en sus giras. Su debut discográfico como sideman tiene lugar en 967, cuando aparece en los créditos del álbum Magic of Ju-Ju de Archie Shepp. Tras efectuar diversos tours con Pharoah Sanders y aparecer en algunos de sus discos, firma con Buddha Records para editar su primer álbum como líder, Dance of Magic (1972). Dark of Light (1973) define el estilo que Connors desarrollaría posteriormente (una sofisticada mezcla de jazz con música disco y funk con sabor neoyorquino) y cuenta con músicos del calibre de Herbie Hancock, Cecil McBee, Gary Bartz, o Stanley Clarke. Love from the Sun (1974) y Slewfoot siguen el camino ya abierto, con su mezcla de r&b, jazz y funk y colaboradores de cinco estrellas como Ron Carter, Gary Bartz, Lonnie Liston Smith o Carlos Garnett,  pero es su Saturday Night Special (1976) que incluye el éxito Valentine Love el álbum que termina por perfilar el estilo de Connors. 
Durante el resto de la década de 1970 Connors aparece al lado de diversos cantantes de r&b como Michael Henderson, Jean Carn, o Phyllis Hyman, y obtiene éxitos como We Both Need Each Other, Once I've Been There" o You Are My Starship. En 1977 firma con Arista y un años más tarde produce el primer álbum de Aquarian Dream, una banda con la que permanecerá hasta 1979.
Los trabajos de Connors se vuelven más irregulares a lo largo de la década de 1980, pero en  1993 vuelve al estudio para editar Remember Who You Are, con la división MoJazz del sello Motown Records. Connors continúa editando trabajos similares desde entonces, y así en 2000 ve la luz Eternity y en 2009 Star Power, con Shanachie Records.

## Estilo y valoración
Como Roy Ayers, George Benson o Patrice Rushen, Norman Connors es un músico raíces jazzeras que sin embargo ha logrado sus mayores éxitos en el mundo del r&b comercial, por los que es más conocido por el gran público. El sofisticado jazz urbano de la música de Connors, integra elementos del jazz, del funk, del soul o de la música disco y el artista -uno de los más reputados productores musicales de la escena neoyorquina contemporánea- ha contado siempre con un magnífico elenco de músicos procedentes del ámbito del jazz para llevarlo a cabo.

## Discografía
- Dance of Magic (Cobblestone Records, 1973)
- Dark of Light (Buddah Records, 1973)
- Love from the Sun (Buddah, 1974)
- Slewfoot (Buddah, 1975)
- Saturday Night Special (Buddah, 1976)
- Romantic Journey (Buddah, 1976)
- You Are My Starship (Buddah, 1976)
- This Is Your Life (Buddah, 1978)
- Invitation (Buddah, 1979)
- Take it to the Limit (Arista Records, 1980)
- Mr.C (Arista, 1981)
- Passion (Capitol Records, 1988)
- Remember Who You Are (MoJazz/Motown Records, 1993)
- Insert B (The Real Deal) / Nobody Knows - Gurus -Jazzmatazz, Vol. 2: The New Reality (Chrysalis, 1995)
- Easy Living (Motown, 1996)
- Eternity (Starship Records, 2000)
- Star Power (Shanachie Records, 2009)